# Lake Malaren Golf Club
De Lake Malaren Golf Club ligt in het Baoshan District ten Noorden van Shanghai.
De golfbaan maakt sinds september 2004 deel uit van de Lake Malaren resort en was een ontwerp van Peter Thomson. Er zijn twee 18-holes golfbanen, de North Forrest Course en de Masters Course. Het golfcomplex maakt deel uit van het nieuwe stadsdeel Lake Meilan Luodian New North. Er is ook een nieuwe metrolijn aangelegd die de golfresort verbindt met het vliegveld.
In 2011 werd Jack Nicklaus benaderd om de golfbanen op een beter niveau te brengen zodat er meer internationale toernooien konden worden aangetrokken. Bij de resort hoort ook een Crowne Plaza hotel, het eerste internationale hotel in Boashan.

## BMW Masters
De club heeft met de Europese Tour en BMW een contract afgesloten om vier keer gastheer te zijn voor de BMW Masters. Het toernooi wordt gespeeld op de Masters Course. Deze baan ligt langd het meer en heeft bijna overal grote, glooiende greens. De drie moeilijkste hole zijn hole 5, 17 en 18. Hole 5 is een par 4 waar in 2012 de gemiddelde score 4,4 was. Hole 17 is een par 3 van 184 meter, waar meestal de wind van rechts komt. De afslag moet dan van rechts naar links geslagen worden over het meer. De gemiddelde score was daar 3,35. Hole 18, een par 4 van 421 meter, waarbij de green tegen het meer ligt.
In oktober 2011 werd de eerste editie gewonnen door Rory McIlroy, in 2012 won Peter Hanson.